# Koreai névadás

A leggyakoribb koreai vezetéknevek 2000-ben:
김(金) Kim
이(李) I (Lee)
박(朴) Pak (Park)
최(崔) Cshö (Choi)
정(鄭) Csong (Jeong)

A koreai nevek hagyományosan a keleti névsorrendet követik, vezetéknévből és utónévből állnak. A teljes név koreaiul irum (ireum) (이름), szongham (seongham) (성함) vagy szongmjong (seongmyeong) (성명). A családnév elnevezése szong (seong) (성), az utónévé irum (ireum) (이름). Körülbelül 286 hagyományos családnév van használatban Észak és Dél-Koreában, ezek közül a leggyakoribb három a Kim (김), az I (Lee) (이) és a Pak (Park) (박), viselőik csaknem a lakosság felét teszik ki. A koreai vezetéknevek többsége egy szótagú, de léteznek két szótagúak is. Az utónév egy, két vagy három szótagú. Régebben az utónév felépítésében nagy szerepet játszott az úgynevezett generációs név (돌림자, tollimdzsa (dollimja)), ami szerint az egy családban egy generációban születettek utónevének első szótagja azonos volt, a második szótag volt az egyénre jellemző (például az énekes testvérpár Kim Dzsunszu (Kim Jun-su) és Kim Dzsunho (Kim Jun-ho) nevében a Dzsun (Jun) szótag ilyen generációs név). A nők nem veszik fel férjük nevét, a gyermekek azonban az apa vezetéknevét öröklik.
A családneveket Koreában helyi klánok (본관, pongvan (bongwan)) szerint osztják fel és a legtöbb koreai tisztában van azzal, családneve melyik regionális klánhoz tartozik. A Kim családnéven belül például a legnépesebb klán a kimhe (kimhae)i Kimek mintegy négymillió fővel, a második pedig a kjongdzsu (gyeongju)i Kim klán 1,7 millió fővel. A 20. század végéig Koreában tilos volt egyazon klánon belül házasodni, mert vérfertőzésnek minősült. A klánok a klánregiszterben, a csokpóban (jokbóban) jegyzik fel a családfát, illetve a klán történetét.

## Családnevek

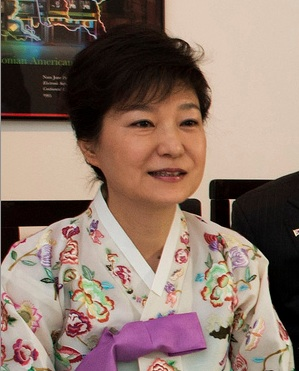
Pak Kunhje (Park Geun-hye), Dél-Korea korábbi elnöknője a korjong (goryeong)i (고령) Pak (Park) klán tagja

Koreában 2000-ben körülbelül 286 családnév volt használatban, a három leggyakoribb vezetéknév a Kim (김), az I (Lee) (이) és a Pak (Park) (박), melyek 2000-ben a lakosság 45%-át tették ki Dél-Koreában. Klánstruktúra él, azaz minden koreai valamely klán (본관, pongvan (bongwan)) tagja, amelyet visszavezetnek egy bizonyos alapító személyhez. Egy vezetéknéven több klán osztozik, akiket alapító székhelyük szerint különböztetnek meg. A legelterjedtebb Kim vezetéknéven több mint 200 klán osztozik, a legnépesebb ezek közül a Kimhe (Gimhae) székhelyű Kim klán (김해김씨, Kimhe (Gimhae) Kim ssi), körülbelül négymillió fővel. A kimhei (gimhaei) Kimek a 2. századbeli Kumgvan Kaja (Geumhwan Kaya) uralkodójáig, Szuro (Suro) királyig vezetik vissza a vérvonalukat, aki az alapító legenda szerint azért lett Kim (김, 金, „arany”), mert a király aranytojásból született. Mivel a klánok hagyományosan azonos vérvonalhoz tartozónak tartják magukat, azonos klánon belül egészen a 20. század végéig tilos volt házasodni, és az idősebbek továbbra is „civilizálatlannak” tartják azt, aki így tesz, bár az alkotmánybíróság az ilyen házasságot megtiltó polgári törvénykönyv 809. cikkelyét 1997-ben alkotmányellenesnek minősítette, így azóta Dél-Koreában nincs ilyen jogi megszorítás.
A vérvonal fontossága miatt, mivel a vezetéknevet a szülőktől és az ősöktől öröklik, a koreai nők a házasság után nem veszik fel a férjük vezetéknevét, a gyermekek azonban az apa vezetéknevét kapják. A klánok hagyományosan harmincévente adnak ki családtörténeti regisztert, egyfajta átfogó családfát (족보, csokpo (jokbo)).
A ma használatos családnevek jó részét a kínai konfucianizmusnak köszönhetően vették át Kínából, ezért a koreai családnevek mindegyikéhez tartozik egy handzsa (hanja) írásjegy is. A klánnevek Kogurjo (Goguryeo) és Pekcse (Baekje) idejében jelentek meg (Ko (Go), Pek (Baek), Sza (Sa)), előtte az emberekre a törzsi nevükön hivatkoztak. A Silla korszakban ezek száma kibővült, amikor a királyok érdemeik elismeréseképp klánneveket adományoztak bizonyos nemeseknek (például ilyen klánnevek az I (Lee), a Cshö (Choi), a Szon (Seon), a Csong (Jeong) vagy a Pe (Bae)). 580 után kínai betelepülőknek köszönhetően még több klán alakult (például Kang, Jo (Yeo), Om (Eom), Csu (Ju)). A legtöbb családnév egy szótagú, de vannak két szótagú családnevek is, a leggyakoribb 2000-ben a Namgung (남궁) volt, mintegy 18 000 viselővel. A további négy leggyakoribb két szótagú vezetéknév a Hvangbo (Hwangbo) (황보), a Csegal (Jegal) (제갈), a Szagong (Sagong) (사공) és a Szonu (Seonu) (선우). A koreai állampolgárokká váló külföldiek is hagyományosan koreai vezetéknevet kapnak.
Észak-Korea vezetéknév-eloszlásának tekintetében nincsenek rendelkezésre álló statisztikai adatok. Az országban ma már nem olyan fontos a klán szerinti hovatartozás, mint Dél-Koreában. A vezetéknevek tekintetében a magánhangzóval kezdődőek gyakran veláris legyintőhanggal (ㄹ, r) kezdődnek, például Ri (리) és Rim (림) a Dél-Koreában szokásos I (Lee) (이) és Im (Lim) (임) helyett.
A 2015-ös népszámlálás során kiderült, hogy 15 év alatt megsokszorozódott a vezetéknevek száma Dél-Koreában, mintegy 4800 új vezetéknév született ez idő alatt, az állampolgárságot nyert külföldiek miatt, akik hangul (hangeul)osítják a vezetéknevüket. 2015-ben összesen 5582 vezetéknevet írtak össze, ezek 73%-ához nem társul handzsa (hanja) írásjegy. 2015-ben továbbra is a Kim, az I (Lee) és a Pak (Park) volt a leggyakoribb vezetéknév, a lakosság 44,6%-át tették ki. A további leggyakoribb vezetéknevek továbbra is a Cshö (Choi), Csong (Jeong), Kang (Gang), Cso (Jo), Jun (Yoon), Csang (Jang) és az Im voltak, akárcsak a 2000-es népszámláláskor.
| Vezetéknév    | Hangul | Handzsa | Lélekszám* (2000) | Lélekszám** (2015) |
| ------------- | ------ | ------- | ----------------- | ------------------ |
| Kim           | 김     | 金      | 9 925 949         | 10 689 959         |
| I (Lee)       | 이     | 李      | 6 794 637         | 7 306 828          |
| Pak (Bak)     | 박     | 朴      | 3 895 121         | 4 192 074          |
| Cshö (Choi)   | 최     | 崔      | 2 169 704         | 2 333 927          |
| Csong (Jeong) | 정     | 鄭      | 2 010 117         | 2 395 682          |
| Kang (Gang)   | 강     | 姜      | 1 044 386         | 1 268 472          |
| Cso (Jo)      | 조     | 趙      | 984 913           | 1 453 827          |
| Jun (Yun)     | 윤     | 尹      | 948 600           | 1 020 547          |
| Csang (Jang)  | 장     | 張      | 919 339           | 1 014 229          |
| Im            | 임     | 林      | 762 767           | 1 015 182          |

* A leggyakoribb handzsa írásjegy alapján. A többi handzsát is beleszámítva a sorrend módosulhat.
** Több handzsa alapján.

## Utónevek

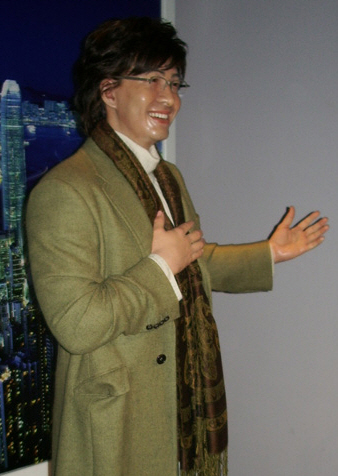
A Winter Sonata népszerű színésze, Pe Jongdzsun (Bae Yong-jun) (배용준), akinek viaszszobort is állítottak. A színész nevének handzsája (hanjája) 裴勇俊, utóneve két szótagjának jelentése „bátorság” és „kiváló”.

A koreai utónevek többsége, akárcsak a vezetéknevek, kínai írásjegyek koreai kiejtésére épül, emiatt minden névnek van mögöttes, a hangul (hangeul)ból ki nem olvasható jelentése. A koreai hagyományok szerint a név meghatározó az ember életében, ezért fontosnak tartják, hogy szépen csengő, pozitív jelentésű neveket adjanak a gyermekeknek. Tradicionálisan ma is működnek úgynevezett névjósok, akik a gyermek születési dátuma, illetve a hagyományos öt elem és a jin-jang elméletek figyelembe vételével neveket javasolnak a szülőknek. Ugyancsak hagyomány, hogy a család egy idősebb, műveltebb tagja választ nevet az újszülöttnek. Koreában nem szokás, hogy a gyermek a szülő vagy valamelyik rokon utónevét kapja. A kétszótagú utónevek jellegzetessége az úgynevezett „generációs név”, a tollimdzsa (dollimja) (돌림자) vagy hangnjoldzsa (hangnyeolja) (항렬자), amely az azonos generációban egy (bővebb) családon belül született gyermekek nevében azonos szótagot jelent. A tollimdzsa (dollimja) pozíciója generációnként felcserélődik.
A 21. században a szülők sokkal inkább preferálják az úgynevezett „semleges”, azaz uniszex szótagokat a nevek összeállításakor, mint a kifejezetten maszkulin vagy feminin szótagokat, ami korábban a gyakorlat volt. Ugyancsak elterjedt lett a kellemes hangzású, könnyen kiejthető nevek használata, amihez a globalizáció is hozzájárult, mivel külföldön sok koreai nevet nehézkesnek találnak leírni és kiejteni. Emiatt úgymond „angolos” stílusú nevek is megjelentek, mint a Dzsein (Jaein) (제인) vagy a Judzsin (Yujin) (유진), amelyekhez azonban így is társítható handzsa írásjegy. A választható handzsa írásjegyek listája hivatalos dokumentum Dél-Koreában, a legfelsőbb bíróság döntött róla 1991-ben, ekkor 2854 írásjegyet jelöltek meg utónévben elfogadhatóként, a listát azóta 5151-re bővítették.
A handzsával rendelkező nevek mellett azonban egyre népszerűbbek az úgynevezett „tiszta koreai” nevek, azaz a csak hangullal leírhatóak. Ilyen például a Hanul (Haneul) (하늘, „égbolt”), Iszul (Iseul) (이슬, „harmat”) vagy az Odzsin (Eojin) (어진, „nagylelkű és bölcs szívű”), de koreai hírességek is vannak, akiknek ilyen, handzsával nem rendelkező nevet adtak, például a focista Jun Bitkaram (Yun Bitgaram) (윤빛가람), akinek utóneve azt jelenti „fények folyója”.
A 21. században már elavultnak számítanak egyes nevek, például a japán megszállás idején vették át a nőinév-képző csa (ja) (자) szótagot, ami a japánban a ko-nak felel meg (子).

## Tiszteleti megszólítások
Koreában szövevényes udvariassági rendszer él. Ennek megfelelően a nevekkel kapcsolatosan is számos szabály, szokás létezik. Utónevén szólítani általában csak a beszélőnél fiatalabb személyt, vagy igen közeli rokont, barátot lehet, leginkább akkor, ha idegen vagy idősebb személy nem tartózkodik a közelben. A beszélővel egykorú felnőtt általános megszólítása a -ssi (씨) végződéssel történik, amit vagy a teljes név, vagy az utónév után tesznek (például: 김복동씨, Kim Boktong-ssi (Kim Bok-dong ssi)). Gyakori, hogy amennyiben a beszélő számára ismert a megszólított személy foglalkozása, a titulusával együtt szólítja meg, például Kim doktor úr (김 박사님, Kim pakszanim (baksanim)), Pak (Park) igazgató úr (박 사장님, Pak szadzsangnim (Park sajangnim)). A nőket a férjük nevével szólítják meg: Kim úr felesége (김선생님 부인, Kim szonszengnim puin (Kim seonsaengnim buin)). A koreai kultúrában létezik teknonímia is, azaz a szülőket gyakran hívják a gyermekük nevén: Poktong (Bokdong) édesanyja (복동이 어머니 Poktongi omoni (Bokdongi eomeoni)). Az egyes szám második személyű személyes névmás (te) használata korlátozott a koreaiban, a tangsin (dangsin) (당신) vagy no (neo) (너) csak bizonyos szituációkban, a beszélőnél fiatalabb vagy egyenrangú, közeli személy esetén megengedett. Gyakran használják inkább a személy nevét, foglalkozását, rokonsági fokát (아버지, abodzsi (abeoji), „édesapám”; 누나, nuna, „nővérem”) megszólításként. A modern Koreában elterjedt a -nim (님) udvariassági partikula használata nem csak titulusok (선생님, szonszengnim (seonsaengnim), „uram”; illetve „tanár úr/nő”), hanem teljes név után is (이민호님, I Minho (Lee Minho)-nim), valószínűleg az internet hatására, ahol az anonim becenevek mögött rejtőző személyek korát, foglalkozását nem lehet tudni, mégis muszáj valahogyan udvariasan megszólítani őket.

## Átírás
A hangul (hangeul) latin betűs átírására több rendszer is létezik, a legnépszerűbb a McCune–Reischauer-átírás, melyet 2000-ben Dél-Koreában felváltott egy átdolgozott változat, amelyet A Koreai Nyelv Nemzeti Akadémiája dolgozott ki. A magyar átírási rendszer alapja a Keleti nevek magyar helyesírása című akadémiai kiadvány. Az angol átírási rendszerek sokfélesége és történelme miatt egy-egy névnek számos átírt variációja alakult ki, például az 이 angol nyelvű szövegekben előfordulhat Lee, Rhee, Yi vagy akár Ee alakokban is. A magyar betűkészletre való átírás során meg kell tartani a vezetéknév–utónév formát, a kéttagú család- és utóneveket egybe kell írni, nem kötőjellel (például Kim Dzsedzsung és nem Kim Dzse-dzsung). A személyneveket azonban egy szóként kell kezelni a hasonulási és átírási szabályok tekintetében.

## Fordítás
Ez a szócikk részben vagy egészben  a   Korean name című angol Wikipédia-szócikk ezen változatának fordításán alapul.  Az eredeti cikk szerkesztőit annak laptörténete sorolja fel. Ez a jelzés csupán a megfogalmazás eredetét és a szerzői jogokat jelzi, nem szolgál a cikkben szereplő információk forrásmegjelöléseként.